# جان وست، دوم ارل د لا وار
جان وست، دوم ارل د لا وار (انگلیسی: John West, 2nd Earl De La Warr; ۹ مهٔ ۱۷۲۹ – ۲۲ نوامبر ۱۷۷۷ (۴۸ سال)) نظامی و سیاست‌مدار اهل بریتانیا بود.